# Elaziz Belediyespor
Elaziz Belediye Spor Kulubü oder kurz Elaziz Belediyespor, Elaziz Belediye SK bzw. Elaziz BSK ist ein türkischer Fußballverein aus der osttürkischen Stadt Elazığ der gleichnamigen Provinz und wurde hier 2014 neugegründet. Der Betriebsverein der Stadtverwaltung Elazığ ist der Nachfolgeverein des ehemaligen Vereins Elazığ Belediyespor. Dieser hochverschuldeter Klub wurde nach seinem Abstieg am Saisonende 2013/14 von der TFF 3. Lig in die Bölgesel Amatör Lig aufgelöst. Die Stadtverwaltung gründete direkt nach dieser Auflösung den Klub Elaziz Belediyespor. Dabei ist Elaziz die oft benutzte ältere Form des eigentlichen Stadtnamens Elazığ. Ihre Heimspiele bestreitet die Mannschaft im Elazığ Atatürk Stadı und die Vereinsfarben sind blau-rot. Wie der Vorgängerverein unterhält gute Beziehungen zu Elazığspor, wodurch man sich gegenseitig Spieler zu günstigen Konditionen abgibt.

## Geschichte

Vereinswappen welches bis zum Sommer 2014 verwendet wurde

### Gründung und die ersten Jahre
Der Verein wurde 1989 unter dem Namen Elazığ Belediye Spor Kulübü (zu deutsch: Sportklub der Stadtverwaltung von Elazığ) von dem damaligen Bürgermeister Behçet Susmaz als Betriebssportverein der Stadtverwaltung gegründet. Nach der Vereinsgründung spielte der Verein lange Zeit in den regionalen Amateurligen.

### Aufstieg in die TFF 2. Lig und systembedingter Abstieg in die TFF 3. Lig
Während der Präsidentschaftsperiode von Hamza Yanılmaz beendete der Verein die regionale Amateurliga Malatya-Ceyhan unbesiegt als Meister und stieg damit das erste Mal in der Vereinsgeschichte in die dritthöchste türkische Spielklasse, in die 3. Lig auf. In der Liga etablierte sich der Verein schnell und belegte immer mittlere Tabellenplätze.
Da mit der Saison 2001/02 der türkische Profi-Fußball grundlegenden Änderungen unterzogen werden sollte, wurden bereits in der Spielzeit 2000/01 Vorbereitungen für diese Umstellung unternommen. Bisher bestand der Profifußball in der Türkei aus drei Ligen: Der höchsten Spielklasse, der einspurigen Türkiye 1. Futbol Ligi, der zweitklassigen fünfspurig und in zwei Etappen gespielten Türkiye 2. Futbol Ligi und der drittklassigen und achtgleisig gespielten Türkiye 3. Futbol Ligi. Zur Saison 2001/02 wurde der Profifußball auf vier Profiligen erweitert. Während die Türkiye 1. Futbol Ligi unverändert blieb, wurde die Türkiye 2. Futbol Ligi in die nun zweithöchste Spielklasse, die Türkiye 2. Futbol Ligi A Kategorisi (zu dt.: 2. Fußballliga der Kategorie A der Türkei), und die dritthöchste Spielklasse, die Türkiye 2. Futbol Ligi B Kategorisi (zu dt.: 2. Fußballliga der Kategorie B der Türkei), aufgeteilt. Die nachgeordnete Türkiye 3. Futbol Ligi wurde fortan somit die vierthöchste Spielklasse, die TFF 3. Lig. Jene Mannschaften, die in der Drittligasaison 2000/01 lediglich einen mittleren Tabellenplatz belegten, wurden für die kommende Saison in die neugeschaffene vierthöchste türkische Spielklasse, in die 3. Lig, zugewiesen. Elazığ Belediyespor, welches die Liga auf dem 10. Tabellenplatz beendet hatte, musste so systembedingt in die 3. Lig absteigen.
Nach diesem Abstieg zum Sommer 2001 in die neugeschaffene TFF 3. Lig trat der Verein mit der Begründung von finanziellen Problemen vom Ligabetrieb zurück. Der türkische Fußballverband wertete als Folge alle Begegnungen mit einer 0:3-Niederlage, wodurch der Verein bereits zum Saisonstart als erster Absteiger feststand.

### Rückkehr in die TFF 3. Lig
In der Saison 2011/12 beendete der Verein die Bölgesel Amatör Lig (dt. regionale Amateurliga) als Meister der Gruppe 5 und stieg nach zehn Jahren wieder in die TFF 3. Lig auf. Die erste Viertligasaison nach diesem Aufstieg beendete man auf dem 14. Tabellenplatz.

### Auflösung und Neugründung als Elaziz Belediyespor
Nachdem der Verein im Sommer 2014 wieder in die Amateurliga abgestiegen war, wurde er nach Anweisung vom Bürgermeister Elazığs, Mücahit Yanılmaz, aus dem Ligabetrieb zurückgezogen und anschließend aufgelöst.
Direkt nach der Auflösung des hochverschuldeten Klubs wurde nach seinem Abstieg am Saisonende 2013/14 von der TFF 3. Lig in die Bölgesel Amatör Lig gründete die Stadtverwaltung den Klub Elaziz Belediyespor. Dabei ist Elaziz eine oft verwendete ältere Namensform von Elazığ. Dieser Verein nahm mit der Saison 2014/15 an der Elazığ 1. Amatör Ligi teil.

### Aufstieg in die TFF 3. Lig
Nach der Neugründung als Elaziz Belediyespor beendete der Klub die erste Saison, die Saison 2014/15 als Meister der Elazığ 1. Amatör Ligi und stieg damit in die dem Einstieg in die der Bölgesel Amatör Lig, der fünfthöchsten türkischen Spielklasse und der höchsten türkischen Amateurklasse, auf. Hier spielte der Verein in der Saison 2015/16 lange Zeit um die Meisterschaft mit, erreichte diese zum Saisonende und stieg somit in die TFF 3. Lig auf.

## Ligazugehörigkeit
- 2. Liga: -
- 3. Liga: 1997–2001
- 4. Liga: 2001–2002, 2011–2014, 2016–
- Amateurliga: 1989–1997, 2002–2011, 2014–2016

## Bekannte ehemalige Spieler (Auswahl)
- Sabutay Alper Bayülken
- Hasan Durmaz

## Ehemalige Trainer (Auswahl)
- Ümüt Hatipoğlu
- Hasan Vezir

## Ehemalige Präsidenten (Auswahl)
- Mustafa Aksu
- Behçet Susmaz
- Hamza Yanılmaz